# 광산구 을
광주 광산구 을은 대한민국의 국회의원 선거구이다. 광주광역시 광산구 일부를 관할한다. 현 지역구 국회의원은 더불어민주당의 민형배이다.

## 역사
2008년 대한민국 제18대 국회의원 선거를 앞두고 광산구의 인구가 상한선을 초과함에 따라 광산구 선거구가 갑, 을로 분구되면서 신설되었다. 신설 당시 비아동, 첨단동, 신가동, 하남동, 임곡동이 속하게 되었고 나머지는 광산구 갑이 되었다.

## 관할 구역
| 대수        | 관할 구역                                                               |
| ----------- | ----------------------------------------------------------------------- |
| 18대        | 광산구 비아동, 첨단1동, 첨단2동, 신가동, 하남동, 임곡동                 |
| 19대 ~ 현재 | 광산구 비아동, 첨단1동, 첨단2동, 신가동, 신창동, 수완동, 하남동, 임곡동 |

## 역대 국회의원
| 선거   | 정당 | 정당           | 의원   |
| ------ | ---- | -------------- | ------ |
| 2008년 |      | 통합민주당     | 이용섭 |
| 2012년 |      | 민주통합당     | 이용섭 |
| 2014년 |      | 새정치민주연합 | 권은희 |
| 2016년 |      | 국민의당       | 권은희 |
| 2020년 |      | 더불어민주당   | 민형배 |
| 2024년 |      | 더불어민주당   | 민형배 |

## 역대 선거 결과

### 대한민국 제18대 국회의원 선거
|  | 73.15% |

|  | 17.86% |

|  | 7.18% |

|  | 1.78% |

### 대한민국 제19대 국회의원 선거
|  | 74.67% |

|  | 25.32% |

### 2014년 대한민국 재보궐선거
|  | 60.61% |

|  | 26.37% |

|  | 6.98% |

|  | 3.77% |

|  | 2.24% |

### 대한민국 제20대 국회의원 선거
|  | 50.14% |

|  | 43.25% |

|  | 2.35% |

|  | 1.91% |

|  | 1.63% |

|  | 0.69% |

### 대한민국 제21대 국회의원 선거
|  | 84.05% |

|  | 7.47% |

|  | 6.17% |

|  | 1.22% |

|  | 1.07% |

### 대한민국 제22대 국회의원 선거
|  | 76.09% |

|  | 13.84% |

|  | 4.77% |

|  | 4.10% |

|  | 1.18% |

## 같이 보기
- 대한민국의 국회의원 선거구 목록